# Den oberörbara
Den oberörbara (tyska: Die Unberührbare) är en tysk dramafilm från 2000 i regi av Oskar Roehler.

## Utmärkelser
Filmen vann Tyska filmpriset för bästa film 2000.

## Rollista i urval
- Hannelore Elsner - Hanna Flanders
- Vadim Glowna - Bruno
- Tonio Arango - Ronald
- Michael Gwisdek - Joachim
- Bernd Stempel - Dieter
- Jasmin Tabatabai - Meret
- Charles Regnier - Hannas far
- Helga Göring - Hannas mor
- Lars Rudolph - Viktor
- Catherine Flemming - Isabelle